# José Luiz Majella Delgado
José Luiz Majella Delgado, C.Ss.R. (Juiz de Fora, 19 de outubro de 1953) é um padre redentorista e arcebispo católico brasileiro. É o arcebispo metropolitano de Pouso Alegre.

## Formação
Dom José Luiz, mineiro de Juiz de Fora, aos dois anos mudou-se com a família para a cidade de Volta Redonda, no estado do Rio de Janeiro. Fez o ensino fundamental em Volta Redonda e Aparecida, onde fez também o ensino médio no Seminário Redentorista Santo Afonso. Na faculdade Salesiana de Filosofia, em Lorena, fez licenciatura em Estudos Sociais e em Filosofia. Em 1977 fez sua profissão religiosa e iniciou, no mesmo ano, o cursou de Teologia no Instituto Teológico São Paulo (ITESP), concluído em 1980. No dia 14 de março de 1981, foi ordenado sacerdote, em Volta Redonda e, dez anos depois, fez especialização em teologia litúrgica na Pontifícia Faculdade de Teologia Nossa Senhora da Assunção, em São Paulo. No ano 2000, foi para Roma onde estudou Espiritualidade Redentorista na Academia Alfonsiana. 

## Presbiterato
Como padre dedicou grande parte de seu ministério ao magistério. Foi professor no Seminário Redentorista de Aparecida; no Centro de Evangelização Missionária, em São Paulo. Foi também superior e diretor dos Seminários Redentoristas em Sacramento e em Aparecida; foi secretário da Organização dos Seminários e Institutos do Brasil (OSIB) no Regional Leste 2 da CNBB; secretário da Associação dos Liturgistas do Brasil; prefeito do Santuário Nacional de Aparecida; vigário paroquial em Sacramento e na Basílica de Aparecida; secretário executivo local para a Quinta Conferência Geral do Episcopado Latino-americano e Caribenho, em Aparecida, no ano de 2007, tornando-se, em seguida, subsecretário adjunto geral da CNBB, em Brasília.

## Episcopado
No dia 16 de dezembro de 2009, o Papa Bento XVI nomeou-o como Bispo da Diocese de Jataí sucedendo a Dom Aloísio Hilário de Pinho. Ordenado bispo em 27 de fevereiro de 2010 no Santuário Nacional de Nossa Senhora Aparecida por Dom Geraldo Lyrio Rocha, foi empossado na diocese no dia 6 de março de 2010. Exerceu o cargo de presidente do regional centro-oeste da CNBB.
No dia 28 de maio de 2014, o Papa Francisco o nomeou metropolita (Arcebispo) da Arquidiocese de Pouso Alegre.